# Cap-Rouge

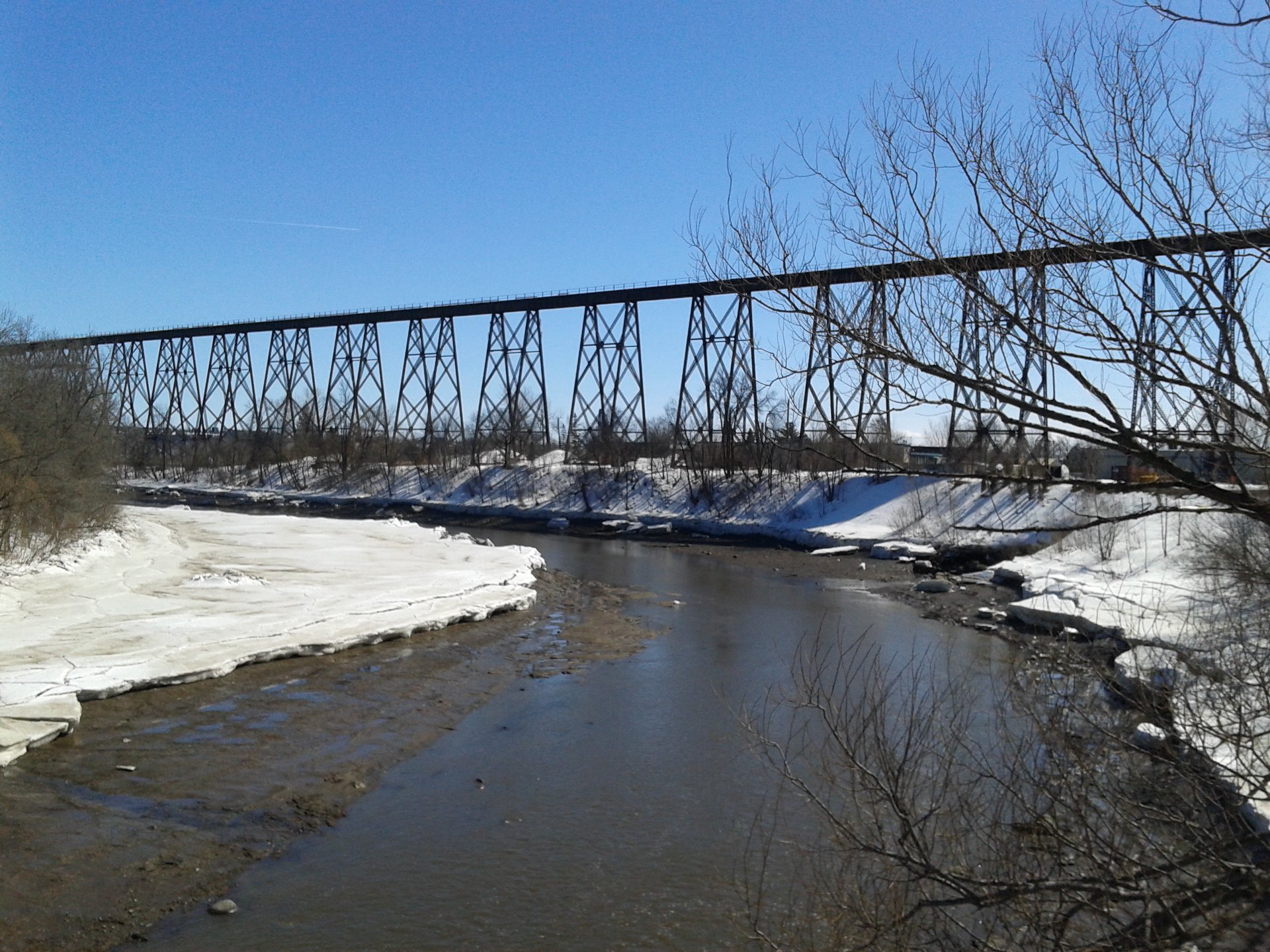
De Tracel, een vakwerk-spoorwegbrug in Cap-Rouge

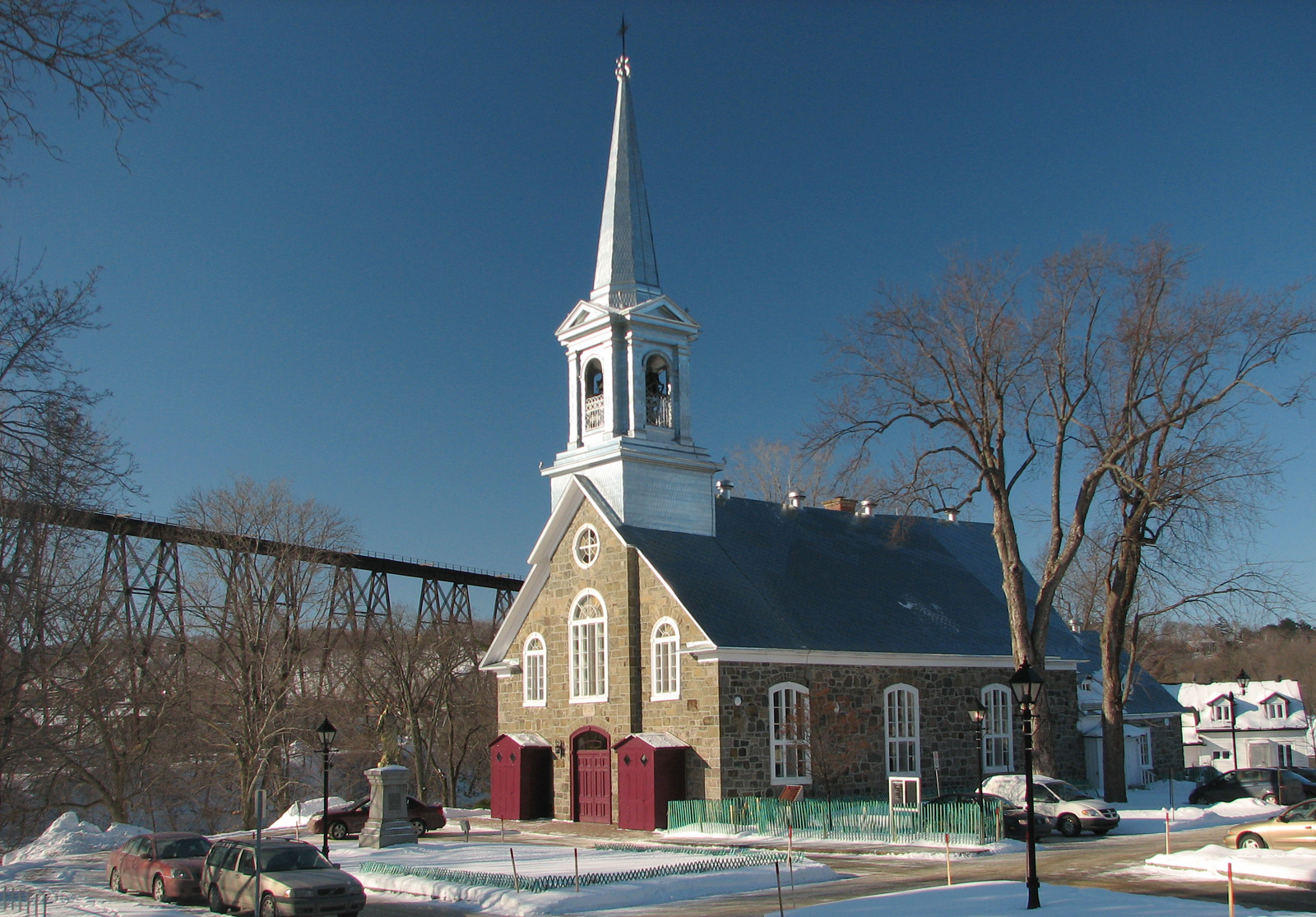
De kerk van Cap-Rouge

Cap-Rouge is een wijk in de westelijke rand van de Canadese stad Québec. Tot 2002 was het een onafhankelijke stad. De plaats dankt haar naam aan een rood gesteente in een klif op de oever van de Saint Lawrence. De Franse ontdekkingsreiziger Jacques Cartier trachtte er in 1541 een kolonie te stichten, maar zijn poging mislukte.
In 2021 telde de wijk 17 290 inwoners. De bevolking van de wijk onderscheidt zich van de rest van de stad door een gemiddelde hogere scholingsgraad, een lagere werkloosheidsgraad en een hoger inkomen.